# 肴
肴（さかな）とは、酒を飲む際に添える食品を意味する語。派生して、酒を飲む際に共に楽しむ様々な対象（歌舞や面白い話題など）も肴と呼ばれる。酒肴（しゅこう）、酒にあてがうことからアテと呼ぶ事もある。つまみ（おつまみ）ともいう。

## 語源
「肴」という語は、奈良時代の「常陸国風土記」に「酒と肴を準備し、遠くの村から男女が集まって宴を楽しんだ」との記録がある。もともと日本では、酒を飲みながら食べるものを「酒菜（さかな）」(「さか＝さけ（酒）」+「な（菜）＝おかず」)と呼んでいた。その後、中国から「酒を飲むときに添える料理」との意味を持つ「肴（こう）」という漢字が伝わり、「肴（さかな）」という字が当てられるようになったとされる。
「さかな」という音からは魚介類が想像されるかもしれないが、酒席で食される食品であれば、肴となる。室町時代頃までは、こうした魚肉に限らない用法が一般的だった。酒を飲むときに添えて食べるもの、または酒席の踊りや歌のことを「さかな」といっていた。
なお、魚類のことを「さかな」と呼ぶのは、肴から転じた言葉であり、肴には魚介類料理が多く使用されたためである。
古くは「魚」を「な」と呼び、古事記や、日本書紀、万葉集などに多用されている。「うを」（戦後の国語国字改革以降、「うお」）と呼んでいたが、江戸時代頃から「さかな」と呼ぶようになった。

## 「アテ」と「つまみ」

### アテ
「アテ」は関西の方言であり、現在も近畿地方を中心に使われている。語の発生時期は不明だが、1814年の「大坂繁花風土記」に、肴を「アテ」と呼ぶ旨が記載されている。「アテ」はひらがなやカタカナで表されるのが一般的で、語源の「酒に『あてがう』料理」から、漢字では「宛て」を使うのが妥当だと思われる。「肴」や「つまみ」のように、酒と一緒に食べるものを意味しており、特にお通しのような小鉢・小皿料理・珍味などの軽い料理を指す傾向がある。

### つまみ
「つまみ」は、ひらがなを使用するのが一般的だが、漢字では、何かをつまむ際に使用される「摘」と書く。
手でつまんで食べる「肴」である塩、貝の干物、果物、木の実などを「つまみもの」と区別して呼ぶようになり、平安時代に「つまみ」という呼び名ができたとされる。現在では枝豆、スルメ（乾きもの）などの、手でつまんで簡単に食べられるものを「つまみ」と呼ぶのが一般的である。

## 食品の肴
日本におけるビールに枝豆などのように、酒類に応じて組み合わせの食品が好まれることが多い。例えば、ワインにチーズ、テキーラに食塩などが有名な組み合わせである。また、日本酒を飲む際には、一合枡の縁に塩を盛り、肴とすることもある。
さらに、つまみとして、肴向きに考案された食品・料理もある。スペインにはピンチョスやタパスといった酒とともに楽しむ料理がある。
日本では西洋風のおつまみを指して「オードブル」と呼ぶことがあるが、本来は前菜を意味し、必ずしも肴として食前酒などと共に供されることを意図しない。
肴は酒と一緒に出すための料理であるが、決して安価な料理というわけではなくカラスミやコノワタ、キャビアやフォアグラと言った料理や、手間がかかる料理を出すこともある。
医学的には、食品を酒とともに摂取することは、飲酒の悪影響を軽減するために効果がある。空腹の状態での飲酒は急激に酔いが進むため健康によくないが、良質のたんぱく質を同時に摂取することで、アルコールの吸収が緩やかになるとされる。飲酒のペースを緩やかにすることも利点である。アサヒビール株式会社によれば、枝豆や豆腐にはアルコールの分解を助ける成分が含まれているという。他方で、フライなどの油の多い食品は、肴としてあまり好ましくないという。
つまみは、生物・焼き物・煮物・揚げ物・乾物等、多種多様であり、素材も野菜、魚介類、肉類、穀類など多種多様にわたる。おやつを使用する事もある。

## 食品以外の肴
食品に限らず、その酒席に参加している者が楽しめる事柄であれば何でも肴となる。すなわち、酒席で提供される娯楽となるものが、食品以外の肴である。
酒の余興として演じられる出しものを指す言葉として、肴謡、肴浄瑠璃、肴舞といった言葉がある。
また、他人の噂話をして酒席を盛り上げることを指して「酒の肴にする」ともいう。
玉村豊男は、外国人を料亭に連れていくと最後に「そろそろお食事にしましょうか」と聞かれることで外国人はびっくりすると自著で記している（女将にとってはご飯と香の物と味噌汁のセットの意味なのだが）。そこから「日本の料理は、ごはんと味噌汁が出てくるまではすべて酒の肴である」としている。

## 参考資料
- 梅棹忠夫ほか（監修）『日本語大辞典』（初版、講談社、1989年）

## 関連資料
- 成瀬宇平『酒とつまみの科学-天ぷら・寿司には白ワイン? チーズやキャビアに日本酒が合う?』（ソフトバンククリエイティブ、サイエンス・アイ新書、2009年）